# Cultus aestivalis
Cultus aestivalis és una espècie d'insecte plecòpter pertanyent a la família dels perlòdids.

## Alimentació
Les nimfes es nodreixen de quironòmids, simúlids i larves d'altres dípters.

## Hàbitat
En el seu estadi immadur és aquàtic i viu a l'aigua dolça, mentre que com a adult és terrestre i volador. Els adults emergeixen entre l'abril i l'agost.

## Distribució geogràfica
Es troba a Nord-amèrica: el Canadà (la Colúmbia Britànica, els Territoris del Nord-oest i el Yukon) i els Estats Units (Arizona, Califòrnia, Colorado, Idaho, Montana, Nou Mèxic, Utah i Wyoming), incloent-hi el riu Colorado, les muntanyes Rocoses, la Serralada de les Cascades i les muntanyes de la Costa.